# Фуэнтес, Сесар
Сесар Николас Фуэнтес Гонсалес (исп. César Nicolás Fuentes González; 12 апреля 1993, Ранкагуа) — чилийский футболист, полузащитник клуба «Коло-Коло». Выступал в молодёжной сборной Чили.

## Биография

### Клубная карьера
Сесар Фуэнтес начал заниматься футболом в спортивном клубе «Ранкагуа» и в возрасте 12 лет попал в футбольную школу «О’Хиггинса», где провёл около двух лет.
Сесар Фуэнтес является одним из самых лучших воспитанников «О’Хиггинса». Он высоко ценится за свои технические качества полузащитника. В 2009 году, в возрасте 16 лет, Фуэнтес принял участие в товарищеском матче против команды, ведомой Хорхе Сампаоли. В том же году он прошёл через две возрастные категории. С тех пор он играл в команде среди игроков до 18 лет и вскоре смог пробиться в основной состав «синих». Сесар Фуэнтес дебютировал в чемпионате Чили в матче против «Уачипато», выйдя на замену вместо Кристиана Овьедо. В 2012 году под руководством главного тренера Эдуардо Бериссо он закрепился в основном составе команды.
По словам Фуэнтеса, ему импонирует игровой стиль Гари Меделя, который в начале своей профессиональной карьеры играл на позиции полузащитника. Его собственный стиль очень прост, он отдаёт всего себя в борьбе за мяч, всегда хорошо выбирает позицию и имеет хорошие личностные качества.

### Международная карьера
В январе 2013 Фуэнтес был включен в заявку сборной Чили для участия в молодёжном чемпионате Южной Америки в Аргентине. Он провёл на турнире три матча, став основным игроком защиты в команде Марио Саласа.